# Vyšehrad (Schiff, 1891)
Der Raddampfer Vyšehrad wurde 1891 in der Schiffswerft Karolinenthal in Prag von der Prager Maschinenbau-Aktiengesellschaft vorm. Ruston & Co. (Prazská akciová strojírna dríve Ruston a spol/PAS) gebaut. Das Schiff wurde unter dem Namen Primátor Dittrich mit der Baunummer 102 auf Kiel gelegt und am 15. April 1891 in Dienst gestellt. Namensgeber war František Dittrich, Gründer der Dampfschiffahrtsgesellschaft und ehemaliger Bürgermeister (Prímator) von Prag. Im Jahr 1937 erfolgte die Umbenennung in Vyšehrad und 1942 in Chrudim.

## Die Zeit bis 1945
Um dem steigenden Interesse an Fahrten in das Gebiet um Štěchovice Rechnung zu tragen, beschloss das Unternehmen zwei weitere Schiffe zu beschaffen. Die Prímator Dittrich wurde von der PAS mit einem Kostenaufwand von 41.100 Gulden gebaut und am 15. April 1891 ausgeliefert. Da der Platz zum Bau des Schiffes in Karolinenthal nicht ausreichte, wurde die Endmontage des Schiffes aus den in Karolinenthal gefertigten Einzelteilen auf einem angemieteten Gelände in Smíchov durchgeführt. Am 18. April 1891 erfolgte die Indienststellung als Glattdeckdampfer. Im Gegensatz zu dem baugleichen Schwesterschiff Ferdinand I. gab es bei der Prímator Dittrich keine technischen Probleme. Es verfügte schon über elektrische Beleuchtung und war das schnellste Schiff der Flotte.

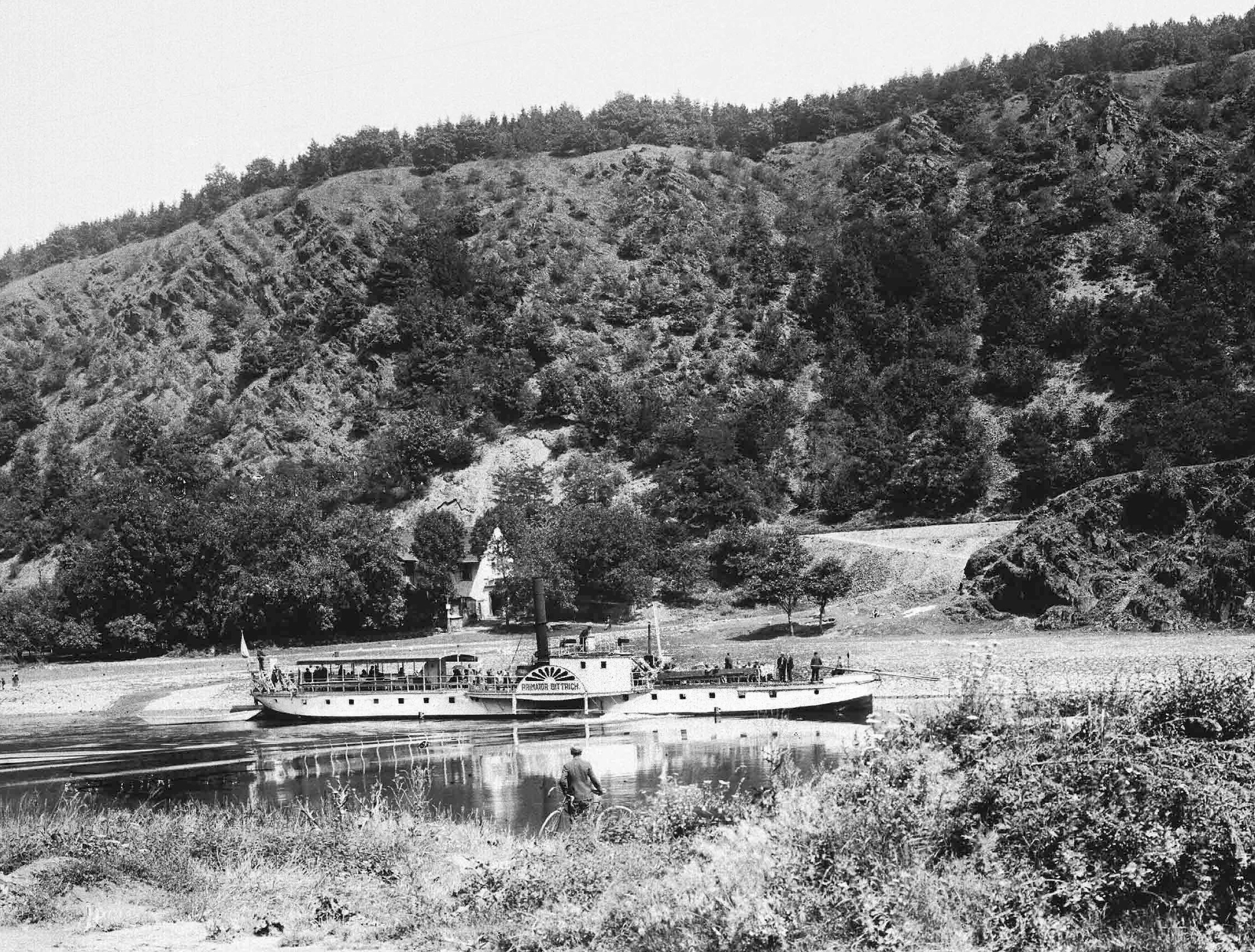
Raddampfer Prímator Dittrich auf der Moldau

Im Zusammenhang mit der geplanten Schiffbarmachung der unteren Moldau bis zur Elbe wurde am 15. August 1895 der Name der Gesellschaft in Prager Dampfschiffahrtsgesellschaft auf Moldau und Elbe in Böhmen (Pražská paroplavební společnost na Vltavě a Labi v Čechách) geändert. Am 15. Februar 1913 wurde der Name der Gesellschaft, da er sich aufgrund seiner Länge als unpraktisch erwiesen hatte, in Prager Dampfschiffahrtsgesellschaft (Pražská paroplavební společnost/PPS) geändert.
Nach der Explosion des Dampfkessels auf der František Josef I. im August 1898 wurde der baugleiche Dampfkessel der Prímator Dittrich im Jahr 1900 von der PAS ausgetauscht.
Zum 1. Januar 1937 wurde die PPS in die neu gegründete Tschechoslowakische Schiffahrts-Aktiengesellschaft (Československou plavební akciovou společností labskou/ČPSL) eingegliedert. Das Schiff wurde im gleichen Jahr einer Rekonstruktion unterzogen. Es erhielt größere Fenster, die Radkästen wurden ausgebaut, um Platz für Toiletten zu schaffen, und eine Dampfsteuermaschine wurde eingebaut. Ausgetauscht wurde auch der Dampfkessel. Ausgeführt wurden die Arbeiten durch die Škodawerke AG, die 1910 die Prager Maschinenbau-Aktiengesellschaft vorm. Ruston & Co. übernommen hatte.
Nach dem Umbau ging es unter dem neuen Namen Vyšehrad auf Fahrt. Es war das zweite Schiff mit diesem Namen.
Nach der Besetzung der Tschecho-Slowakischen Republik im März 1939 durch deutsche Truppen wurde die ČPSL in Böhmisch-Mährische Elbeschiffahrt AG (BMES) umbenannt. Die Namen der Schiffe wurden vorerst beibehalten. Erst der im Jahr 1942 ins Amt gesetzte stellvertretende Generaldirektor der Gesellschaft, Richard Tauche, setzte eine Umbenennung der Schiffe durch. Die Vyšehrad bekam den Namen Chrudim nach der Ortschaft Chrudim.

## Die Zeit nach 1945
Nach dem Ende des Zweiten Weltkrieges wurde das Schiff 1945 wieder in Vyšehrad umbenannt. 
Am 22. Februar 1948 wurde die PPS verstaatlicht und 1950 im Handelsregister gelöscht. Am 1. Januar 1949 wurde die ČPSL in Tschechoslowakische Elbe-Schifffahrt (Československá plavba Labská/ČSPL) und am 1. Juli 1952 in Tschechoslowakische Elbe-Oder-Schifffahrt (Československá plavba labsko-oderská/ČSPLO) umbenannt.
1951 wurde das Schiff aufgrund des hohen Verschleißes von Schiffsrumpf und Dampfkessel ausgemustert und abgewrackt.

## Die Dampfmaschine
Die Dampfmaschine war eine oszillierende Hochdruck-Zweizylinder-Verbund-Dampfmaschine mit Einspritzkondensation mit einer Leistung von 76 PS mit der Seriennummer 1238. Gebaut wurde sie wie auch der Zwei-Flammrohr-Zylinderkessel mit 6 bar Dampfdruck von der PAS. 1900 erhielt das Schiff einen neuen Zwei-Flammrohr-Zylinderkessel der PAS. 1937 wurde von der Škodawerke AG ein neuer Zwei-Flammrohr-Zylinderkessel mit einem Dampfdruck von 8 bar eingebaut.